# Noémie Raymond
Noémie Raymond est une violoncelliste canadienne. En 2019, CBC Music la décrie comme « l’une des 30 musiciens classiques les plus en vue de moins de 30 ans ». Elle se produit à travers le monde, comme soliste et chambriste avec des orchestres symphoniques.

## Formation
Née à Montréal, elle commence l'apprentissage du violon à l’âge de 4 ans, puis le violoncelle à 7 ans. À 12 ans, elle fait son entrée au Conservatoire de Musique de Montréal, pour ensuite obtenir son baccalauréat et sa maîtrise à l’Université de Montréal. Elle poursuit ses études aux États-Unis, au New England Conservatory de Boston, et à l'école de musique Eastman de New-York, où elle obtient son doctorat en interprétation et littérature, tout en étant la directrice du Eastman Cello Ensemble. Lors de sa dernière année de doctorat, elle est nommée coordinatrice du programme de musique de chambre de l’Université de Rochester.
À la suite de ses études, elle devient éducatrice et mentor dans plusieurs organismes dont l'Institut international de musique Heifetz et le Festival Del Lago, au Mexique.
Elle mène une carrière à l’international, multipliant les concerts dans des salles prestigieuses telles que le Royal Albert Hall, au Royaume-Unis et Carnegie Hall aux États-Unis. Elle remporte des prix comme celui de la Banque d’instrument de musique du Conseil des Arts du Canada en 2015, et le Prix Beatrice Kennedy-Bourbeau au Prix d’Europe, en 2017.

## Instruments
- Violoncelle de 1769 Joannes Guillami , don de la J.W. McConnell Family Foundation[6]